# Petra Ewald
Petra Ewald (* 7. Oktober 1955 in Erfurt) ist eine deutsche Sprachwissenschaftlerin, die seit 1998 am Institut für Germanistik der Universität Rostock forscht und lehrt.

## Leben
Petra Ewald legte 1974 in Güstrow ihr Abitur ab und nahm anschließend ein Lehramtsstudium der Fächer Deutsch und Englisch an der Universität Rostock auf, das sie 1978 als Diplomlehrerin beendete. Hieran schloss sich von 1978 bis 1981 ein Forschungsstudium an der „Sektion Sprach- und Literaturwissenschaft“ derselben Universität an. Mit der Arbeit „Die Groß- und Kleinschreibung im Deutschen, Einschätzung der geltenden Regelung und der zu ihrer Reform unterbreiteten Vorschläge“ wurde Ewald 1981 zum Dr. phil. promoviert. Von 1981 bis 1988 arbeitete sie als wissenschaftliche Assistentin an der Pädagogischen Hochschule Güstrow, danach bis 1990 ebendort als planmäßige wissenschaftliche Aspirantin. 1990/91 habilitierte sie sich über „Johann Christoph Adelung als Orthograph. Beitrag zu einem Modell für die Analyse historischer Regelwerke der deutschen Orthographie“. Von 1990 bis 1993 war sie wissenschaftliche Mitarbeiterin am Germanistischen Institut der Universität Rostock. 1993 wurde sie Privatdozentin für den Bereich „Deutsche Sprache der Gegenwart“, 1998 wurde sie zur außerplanmäßigen Professorin ernannt.
Neben Schriftlinguistik, Geschichte der deutschen Orthographie, Lexikologie und Phraseologie gehören auch Wortbildung, Onomastik und Sprache im „Dritten Reich“ zu ihren Forschungsinteressen.
Ewald ist die Tochter des Sprachhistorikers und Germanisten Karl-Ernst Sommerfeldt und dessen Ehefrau Sibylle Sommerfeldt, geborene Ottens. Verheiratet ist sie mit dem Elektrotechniker Hartmut Ewald, ebenfalls Professor an der Universität Rostock.

## Veröffentlichungen (Auswahl)
- mit Dieter Nerius: Die Groß- und Kleinschreibung im Deutschen. Die geltende Regelung, Problemfälle und Schwierigkeiten. Bibliographisches Institut, Leipzig 1988, ISBN 3-323-00173-7
- Hrsg.: Hieronymus Freyer, Anweisung zur teutschen Orthographie (= Documenta orthographica. Abt. A. Bd. 6). Georg Olms Verlag, Hildesheim 1999, ISBN 3-487-10879-8
- Hrsg. mit Bernd Skibitzki: Dieter Nerius, Beiträge zur deutschen Orthographie (= Sprache – System und Tätigkeit. Bd. 34), Peter Lang, Frankfurt am Main 2000, ISBN 3-631-35047-3
- Hrsg.: Die Bemühungen um eine Reform der deutschen Orthographie in der zweiten Hälfte des 18. Jahrhunderts  (= Documenta orthographica. Abt. A. Bd. 8). 2 Bde. Georg Olms Verlag, Hildesheim 2004, ISBN 3-487-12658-3